# Cyrtandra subglabra
Cyrtandra subglabra är en tvåhjärtbladig växtart som beskrevs av Elmer Drew Merrill. Cyrtandra subglabra ingår i släktet Cyrtandra och familjen Gesneriaceae. Inga underarter finns listade i Catalogue of Life.